# Aporophyla australis
Aporophyla australis là một loài bướm đêm trong họ Noctuidae.

## Hình ảnh

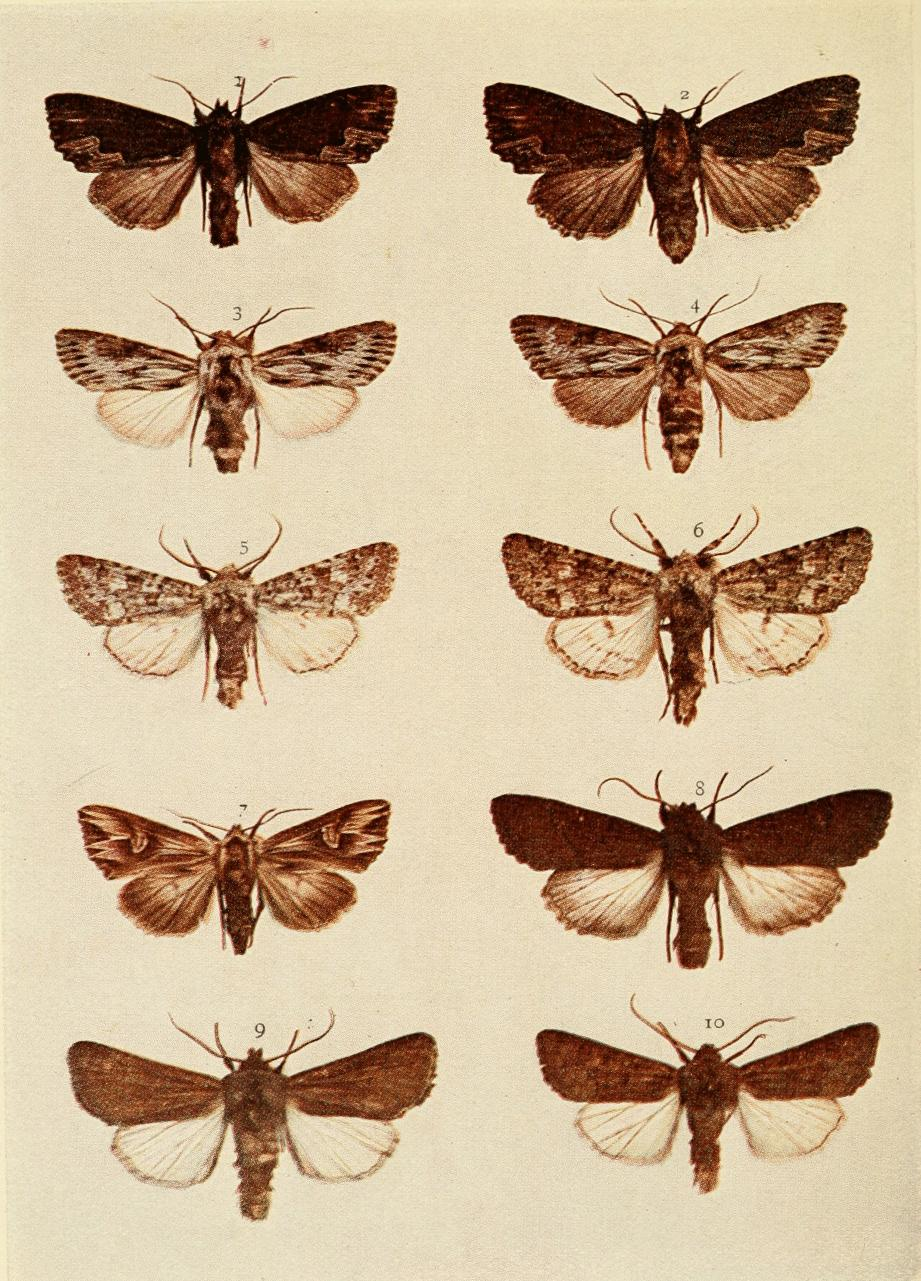